# لي تشانغ
لي تشانغ (بالصينية: 李昌) هو سياسي صيني، ولد في 12 ديسمبر 1914 في محافظة يونغشون في الصين، وتوفي في 3 سبتمبر 2010 في بكين في الصين. نشط حزبياً في الحزب الشيوعي الصيني.